# Galović
Galović (em cirílico: Галовић) é uma vila da Sérvia localizada no município de Koceljeva, pertencente ao distrito de Mačva, na região de Tamnava. A sua população era de 218 habitantes segundo o censo de 2011.

## Demografia
| 1948 | 1953 | 1961 | 1971 | 1981 | 1991 | 2002 | 2011 |
| ---- | ---- | ---- | ---- | ---- | ---- | ---- | ---- |
| 460  | 476  | 426  | 413  | 345  | 264  | 235  | 218  |